# Сигнал Идуна Парк
«Сигна́л Иду́на Парк» (нем. Signal Iduna Park; немецкое произношение: [zɪɡˈnaːl ʔɪˈduːna ˈpaʁk]); во время матчей турниров под эгидой УЕФА и ФИФА — BVB-Stadion, до 2005 года — Вестфа́леншта́дион (нем. Westfalenstadion МФА:ˈvɛstfalənˈʃtaːdi̯ɔn) — футбольный стадион в Дортмунде, крупнейший в Германии, вмещающий 81359 человек. Домашняя арена местной «Боруссии». В 2001 году стадион принял один из самых результативных финалов в истории еврокубков — финал Кубка УЕФА между «Ливерпулем» и «Алавесом» (5:4).

## История

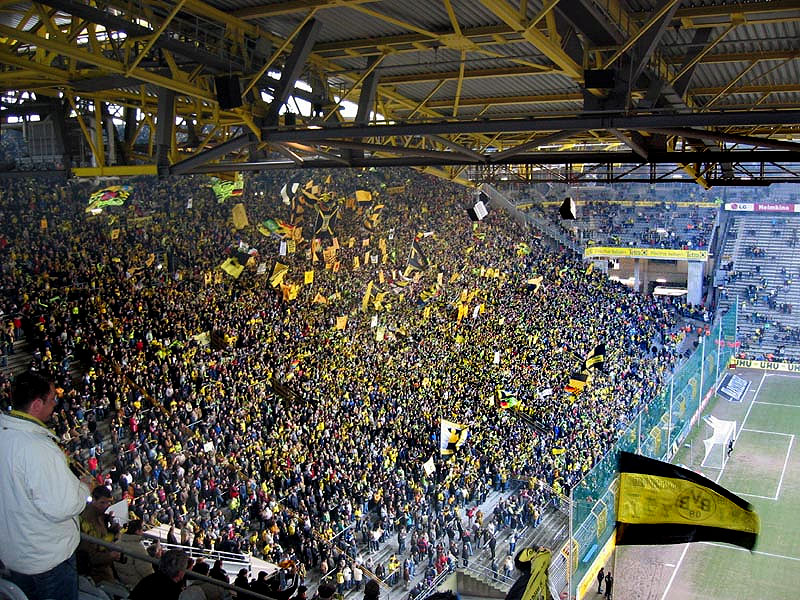
Вид на южную трибуну

Стадион был построен в 1971—1974 годах для чемпионата мира по футболу и вмещал 54 тысячи зрителей. Первой игрой на стадионе был товарищеский матч между дортмундской «Боруссией» и «Шальке 04» (0:3). Начиная с сезона 1974/75, «Боруссия» использовала его в качестве домашнего стадиона.

### Модернизация
До начала 1990-х годов стадион оставался практически в неизменном виде. В 1992 году стоячие места на северной трибуне были заменены сидячими, в результате чего вместительность стадиона снизилась до 42 800 человек. Между 1995 и 1998 годами все трибуны были поочередно увеличены, в результате чего вместимость стадиона достигла свыше 80 000 зрителей. Последний этап модернизации был произведён в преддверии чемпионата мира по футболу 2006 во время летней паузы в 2005 году. Была установлена электронная система доступа на стадион, увеличено количество мест для людей с инвалидностью, модернизирована VIP-секция, командные кабины и санитарное оборудование.
В связи с этой модернизацией, количество стоячих мест на южной трибуне уменьшилось на 1500, и стадион вмещает лишь 81 264 зрителя, как гласит рубрика официального сайта «Боруссии Дортмунд» Signal Iduna Park, рассказывающая о стадионе и его истории. Южная трибуна остаётся самой большой стоячей трибуной в Европе.

### Переименование
С 1 декабря 2005 года «Вестфаленштадион» (нем. Westfalenstadion) по соглашению между руководством «Боруссии» и группой страховых компаний Signal Iduna был переименован в Signal Iduna Park. Это решение вызвало противоречивые отзывы в фанатской среде, поскольку, с одной стороны, оно обеспечивало необходимую финансовую стабильность клуба (при хороших спортивных результатах оно принесёт в кассу около 20 млн евро), а с другой стороны, представляет собой отход от традиций клуба.
В 2005 году администрация округа Инненштадт-Вест постановило назвать улицу возле стадиона Am Westfalenstadion, что вызвало негодование руководства клуба, однако нашло поддержку среди фанатов. Контракт со страховой группой «Signal-Iduna» рассчитан до 30 июня 2016 года. Позднее контракт был продлён до 2021 года.
Согласно требованиям ФИФА, во время чемпионата мира 2006 года стадион носил название FIFA World Cup Stadium Dortmund. В настоящее время во время матчей под эгидой УЕФА и ФИФА используется название BVB-Stadion.

## Панорама стадиона

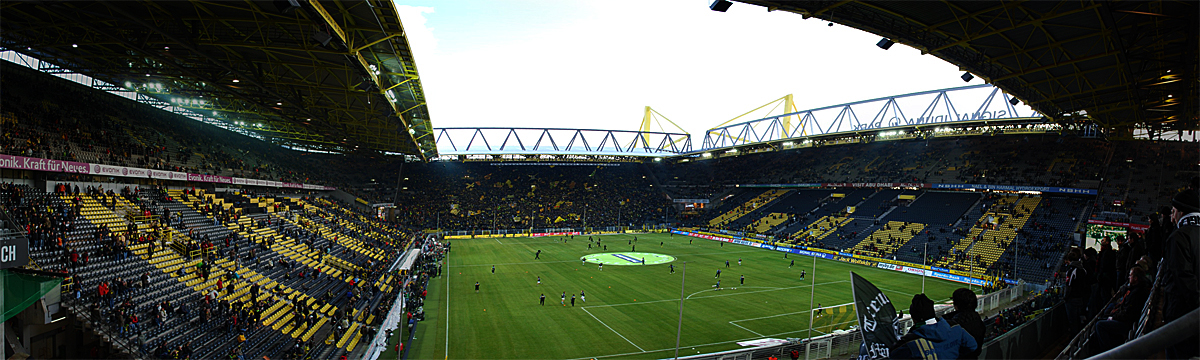
Панорамный вид стадиона в марте 2010 года